# Каліновиці-Гурні
Каліновиці-Гурні (пол. Kalinowice Górne) — село в Польщі, у гміні Зембиці Зомбковицького повіту Нижньосілезького воєводства. 
До 1945 року перебувало у складі Німеччини. У 1975-1998 роках село належало до Валбжиського воєводства.

## Демографія
Демографічна структура станом на 31 березня 2011 року:
|          | Загалом | Допрацездатний вік | Працездатний вік | Постпрацездатний вік |
| -------- | ------- | ------------------ | ---------------- | -------------------- |
| Чоловіки | 71      | 18                 | 46               | 7                    |
| Жінки    | 91      | 18                 | 52               | 21                   |
| Разом    | 162     | 36                 | 98               | 28                   |